# Granulifusus bacciballus
Espèce
Granulifusus bacciballus est une espèce d'escargots de mer de la famille des Fasciolariidae.

## Systématique
L'espèce Granulifusus bacciballus a été décrite en 2005 par Roland Hadorn (d) et Koen Fraussen (d),.

## Description
La longueur de sa coquille atteint 25,8 mm.

## Répartition
Cette espèce est présente au large de la Nouvelle-Calédonie.

## Publication originale
- (en) Roland Hadorn et Koen Fraussen, « Revision of the genus Granulifusus Kuroda & Habe 1954, with description of some new species (Gastropoda: Prosobranchia: Fasciolariidae) », Archiv für Molluskenkunde, Senckenbergische Naturforschende Gesellschaft, vol. 134, no 2,‎ 15 décembre 2005, p. 129-171 (ISSN 1869-0963 et 2367-0622, OCLC 225396501, DOI 10.1127/ARCH.MOLL/0003-9284/134/129-171).